# 土屋勝正
土屋 勝正（つちや かつまさ、生年不詳 - 寛永21年8月16日〈1644年9月16日〉）は、江戸時代前期の武士、旗本。通称は市之丞。父は土屋昌吉。妻は今村重長の娘。子に勝乗、娘（安藤市兵衛の妻）、娘（岡部吉次の妻）、娘（朝岡泰直の妻）、養子に土屋正敬（甲斐庄正述二男）がいる。

## 生涯
土屋勝正は、17歳より徳川家康に仕えた。慶長5年〈1600年〉関ヶ原の戦いに従軍し、尾張清須城で大番を勤めた。その後、伏見城で大番を勤め、大番三組のうち松平康安の組に配属となる。慶長7年〈1602年〉大和国に知行200石を賜ったが、蔵米二百俵に変更された。慶長8年〈1603年〉岡野房恒と共に近江国を巡視する。慶長19年〈1614年〉組頭。元和元年〈1615年〉大坂夏の陣の時、徳川家康が二条城から進発するとき、勝正の組の番頭松平康安が落馬により負傷した。そのため勝正は、松平勝隆、水野忠分らの指揮下に入った。家康が駿府城に帰還するときにも付き従った。
寛永2年〈1625年〉本領安堵の御朱印を賜る。知行と蔵米を合わせて610余石となる。寛永7年〈1630年〉御使番。寛永9年〈1632年〉稲葉正勝が相模国へ転封する際、小田原城引渡し役を勤め、寛永10年〈1633年〉内藤忠重が志摩国鳥羽に加増移封されたときは、鳥羽までおもむき仰を伝えた。同年、目付。寛永11年〈1634年〉駿府町奉行。寛永21年〈1644年〉8月16日死去。